# Raein
I Raein sono un gruppo musicale di genere hardcore/screamo italiano originario della Romagna.
Sono spesso ritenuti tra i pionieri del genere screamo in Europa, nato negli Stati Uniti alla fine degli anni '90 con gruppi come Orchid e Saetia.
Hanno un membro in comune con i La Quiete, il batterista Michele Camorani.

## Storia del gruppo
Dopo l'album d'esordio omonimo del 2002, viene pubblicato nel 2003 il loro secondo album Il n'y a pas de orchestre per l'etichetta svizzera Ape Must Not Kill Ape e la tedesca React With Protest.
La band si sciolse alla fine del 2005, ma dopo una pausa di quasi 2 anni (in cui hanno fatto 2 concerti) sono tornati a suonare insieme nel settembre 2007.
Nel 2008, i Raein hanno pubblicato l'EP Ogni Nuovo Inizio, prima di imbarcarsi in un lungo tour internazionale nel 2009 di supporto.
Nel 2011 hanno pubblicato autoproducendolo il loro terzo album Sulla linea dell'orizzonte fra questa mia vita e quella di tutti, scaricabile gratuitamente sul loro sito web e menzionato dalla webzine Ondarock tra i migliori album usciti in Italia dell'anno. È seguito un tour mondiale che li ha portati a suonare in Australia, negli Stati Uniti e dopo sei anni nel Regno Unito.
Nel gennaio 2013 la band noise rock italiana Cosmetic ha registrato una cover acustica di Costellazione secondo le leggi del caso.
Il 29 aprile 2015 esce il loro nuovo album Perpetuum sempre in free download e qualche mese più tardi lo split con Ampere.

## Formazione

### Formazione attuale
- Alessio Valmori – chitarra, voce
- Andrea Console – voce
- Giuseppe Coluccelli – chitarra, voce
- Michele Camorani – batteria
- Riccardo Gambi – basso

### Ex componenti
- Riccardo
- Marco
- Taylor
- Nicola

## Discografia[9]

### Album in studio e dal vivo
- 2002 – Raein (Life of Hate Records)
- 2003 – Il n'y a pas de orchestre (Ape Must Not Kill Ape/React With Protest)
- 2011 – Sulla linea dell'orizzonte tra questa mia vita e quella di tutti gli altri (autoprodotto)

### Raccolte
- 2004 – Ah, As If... (Sons of Vesta)
- 2005 – Discography 2000-2004 (Bullwhip Records)

### EP
- 2008 – Nati da altri padri edito poi come Ogni Nuovo Inizio (Sons of Vesta)
- 2015 – Perpetuum (autoprodotto)

### Split
- 2004 – Daïtro & Raein split con i Daitro
- 2004 – The Harsh Words As the Sun split con i Lhasa e i Daitro (oto Records/Satire Records)
- 2004 – Döden Marscherar Åt Väst 7"
- 2004 – Raein/Phoenix Bodies Split 7"
- 2004 – Raein/Funeral Diner Split 7"
- 2013 – Loma Prieta / Raein split 7" (Deathwish Inc.)
- 2015 – Ampere & Raein split (No Idea Records)

### Partecipazioni a compilation
- 2004 – Verso la Fine
- 2004 – From 3 To 1 In 2 And 4 (Remix)
- 2004 – The Emo Armageddon